# Časno bratstvo drevnih slobodnih zidara
Časno bratstvo drevnih slobodnih zidara (engl. Honourable Fraternity of Ancient Freemasons), skraćeno HFAF, poznatije i kao Slobodno zidarstvo za žene (Freemasonry for Women), ženska je slobodnozidarska velika loža u Ujedinjenom Kraljevstvu. Osnovana je 1913. godine od članica koje su prethodno napustile današnji Red slobodnih zidarica, paralelne velike lože s kojom skupa čini okosnicu ženskog slobodnog zidarstva u Ujedinjenom Kraljevstvu.

## Povijest
Prve mješovite lože osnovane su u Londonu 1902. godine pod okriljem Reda Le Droit Humain koji je bio usmjereno prema teozofskim principima i alternativnim obredima. Međutim dio članstva, muškarca i žena, htio je povratak tradicionalnim engleskim slobodnozidarskim praksama. Tako su oni 1908. godine osnovali neovisnu veliku ložu pod imenom Časno bratstvo drevnog zidarstva (Honourable Fraternity of Antient Masonry).
Međutim, skupina članova Časnog bratstva drevnog zidarstva željela je uvesti Sveti kraljevski luk u sustav stupnjeva, ali nisu uspjeli dobiti punomoćje od svoje velike lože, što ih je natjeralo da se odcijepe i formiraju neovisnu organizaciju. Uspostavljene su prve tri masonke lože, "Stabilnost" br. 1, "Mudrost" br. 2 i "Snaga" br. 3. Tako je 27. studenoga 1913. godine osnovano Časno bratstvo drevnih slobodnih zidara (Honourable Fraternity of Ancient Freemasons), a prvi veliki majstor je postala žena, Elizabeth Boswell-Reid.
Razvoj Časno bratstvo drevnih slobodnih zidara bio je ozbiljno ograničen izbijanjem Prvog svjetskog rata, jer su se mnoge njegove članice posvetile dobrovoljnom radu za ratne napore. Unatoč tome, 1916. godine ostvarena je vizija uvođenja viših stupnjeva, kada je osnovan Kapitel "Skriveni sjaj" (Chapter of Hidden Splendour) za stupanj Svetog kraljevskog luka. Kasnije su uvedeni i drugi stupnjevi. Stupanj Majstora znaka uveden je 1932. godine uspostavom Lože "Znak završnog kamena" (Keystone Mark Lodge). Godine 1935. je utemelj Kapitel ružinog križa "Ruža od Šarona" (Rose Croix Rose of Sharon Chapter) za stupnjeve Škotskog obreda. Više od 60 godina kasnije uvedeni su i stupanj Mornara kraljevske arke 1996. godine te stupanj Viteza templara 2001. godine.
Od 1999. godine Ujedinjena velika loža Engleske prepoznaje Časno bratstvo kao ravnopravnog partnera u širenju slobodnozidarskih vrijednosti. Dana 12. lipnja 2024. godine Ujedinjena velika loža Engleske, Red slobodnih zidarica (do 1958. pod nazivom Časno bratstvo drevnog zidarstva) i Časno bratstvo drevnih slobodnih zidara formirali su Vijeće za slobodno zidarstvo Engleske i Walesa (Council for Freemasonry in England and Wales) s ciljem uspostave službene suradnje između muških i ženskih velikih loža zadržavajući svoju eksluzivnost.

## Ustroj
Sjedište Časnog bratstva drevnih slobodnih zidara je u Londonu.

### Lože
Pod okriljem Časnog bratstva radi preko 50 masonskih loža, kako u Ujedinjenom Kraljevstvu tako i u drugim državama.
Masonske lože u Engleskoj su grupirane po grofovijama, i to London, Middlesex, Essex, Hertfordshire, Surrey, Kent, Dorset, Sussex, Oxfordshire, 
Midlands, Lancashire i Cumbria, kao i na Otoku Manu, dok loža u Škotskoj, Walesu i Sjevernoj Irskoj nema.
Prekomorske lože, odnosno lože van Velike Britanije, nalaze se u Gibraltaru, Rumunjskoj, Španjolskoj, Indiji i Sjedinjenim Državama (Washington).

### Uprava
Časnim bratstvom drevnih slobodnih zidara – Slobodnim zidarstvom za žene upravlja velika majstorica (Grand Master) koja se bira na četverogodišnje razdoblje s mogućnošću ponovnog izbora. Dosadašnje velike majstorice su:
- Elizabeth Boswell-Reid (1913. – 1933.)[5]
- Lily Seton Challen (1934. – 1967.)[5]
- Bernice Abram (?. – 2014.)
- Christine Chapman (2014. – 2024.)[12]
- Carol Cole (od 2024.)[13]

### Obredi
Časnog bratstva drevnih slobodnih zidara upravlja simboličkim stupnjevima plave lože (učenik, pomoćnik i majstor) i delegira upravljanje visokim stupnjevima na dodatna tijela i redove.

## Vanjske poveznice
- Službena stranica
- Facebook stranica